# Partido judicial de Villanueva de la Serena
El Partido Judicial de Villanueva de la Serena, dependiente de la Audiencia Provincial de Badajoz, es el partido judicial n.º 1 de la provincia de Badajoz y uno de los catorce partidos judiciales tradicionales de la provincia de Badajoz, en la comunidad autónoma  de Extremadura (España).
El ámbito territorial, que viene regulado por el Real Decreto 529/1983, de 9 de marzo, comprende los municipios:
- Acedera
- Campanario
- Coronada (La)
- Haba (La)
- Magacela
- Navalvillar de Pela
- Orellana de la Sierra
- Orellana la Vieja
- Villanueva de la Serena
- Villar de Rena